# A Detroit Cougars játékosainak listája
A Detroit Cougars egy, a National Hockey League-ben szerepelt profi jégkorongcsapat volt 1926–1930 között. A mai Detroit Red Wings jogelődje. Ez a lista csak a Detroit Cougars játékosait tartalmazza, akik legalább egy mérkőzésen jégre léptek.

Tartalom: 
| Ábécé szerinti tartalomjegyzék                      |
| --------------------------------------------------- |
| A B C D E F G H I J K L M N O P Q R S T U V W X Y Z |

## A
- Jack Arbour,
- Larry Aurie,

## B
- Pete Bellefeuille,
- Bill Beveridge,
- Archie Briden,
- Bernie Brophy,
- Stan Brown,
- Bill Brydge,

## C
- Bob Connors,
- Carson Cooper,

## D
- Frank Daley,
- Dolly Dolson,
- Art Duncan,

## F
- Frank Foyston,
- Gord Fraser,
- Frank Fredrickson,

## G
- Ebbie Goodfellow,
- Fred Gordon,

## H
- Harold Halderson,
- Gizzy Hart,
- George Hay,
- Jimmy Herberts,
- Henry Hicks,
- James Hughes,

## K
- Gordon Keats,
- Chapman Kitchen,

## L
- Herbie Lewis,
- Clem Loughlin,

## M
- Joe Matte,
- Stan McCabe,
- Harry Meeking,

## N
- Reg Noble,

## O
- Russell Oatman,

## P
- Pete Palangio,

## R
- Jim Riley
- Harvey Rockburn,

## S
- Frank Sheppard,
- Johnny Sheppard,

## T
- Percy Traub,

## W
- Jack Walker